# چاپراند
چاپراند (به لاتین: Çaprand) یک منطقه مسکونی در جمهوری آذربایجان است که در شهرستان جبراییل واقع شده است.